# 소도미법

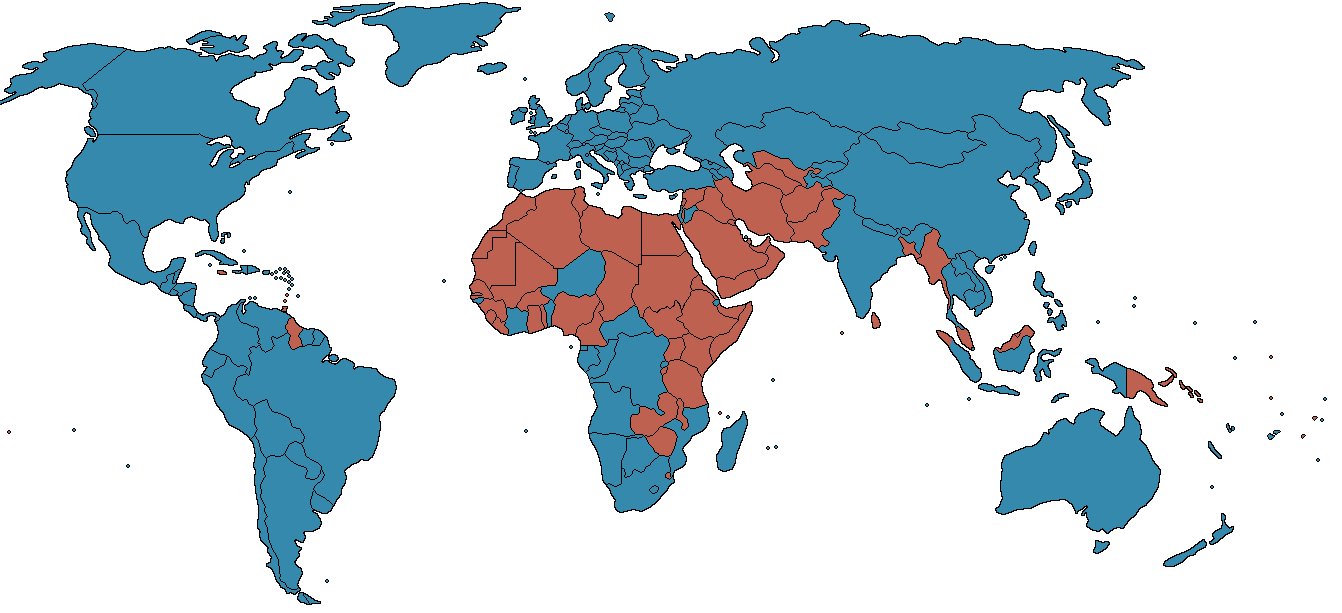

소도미법(Sodomy law)은 특정한 성적 행위를 규제하거나 처벌하는 법을 통틀어 관용적으로 사용되는 명칭이다. 소도미는 본래 성기와 성기의 결합이 아닌 항문 성교나 구강 성교, 수간(獸姦) 등 소위 '부자연스럽다'고 일컬어지는 성행위의 형태를 통칭한다.
오늘날 소도미 법은 주로 동성 간의 성행위에 대하여 적용되고 있다. 비슷한 용어로 계간죄, 비역죄 등이 있는데, 이는 주로 남성 간의 성행위에 적용된다.

## 역사

### 제정
소도미법이라는 명칭은 성경 창세기 19장에서 도덕적 타락과 성적 문란이 극에 달하여 멸망하였다는 소돔과 고모라의 이야기로부터 유래하였다. 오늘날 이는 기독교, 이슬람교, 유대교나 그 밖의 문화권에서 동성 간 성행위 등을 처벌·규제하는 법규를 포괄적으로 일컫는 말로 사용된다.
역사 기록상의 소도미 법은 기원전 11세기 경의 아시리아까지 거슬러 올라간다. 기원전 1075년 아수라 법에 따르면 전우와 성적 관계를 맺은 남성은 환관으로 만든다는 법령이 전해진다. 로마 제국에서는 일반적으로 남성 간의 성 접촉이 허용되었으나, 기원전 2세기 경 스칸티니우스 법에는 시민 소년을 강제로 추행하거나 성인 남성인 시민이 스스로의 의지로 수동적 피삽입의 위치에서 성 관계를 맺었을 경우 처벌하는 조항이 있었다.
영국에서는 1533년 헨리 8세 재위 중 소도미를 교수형에 처하는 법률을 공포하였다. 1540년 7월에 이 법에 따라 월터 헝거포드 남작이 최초로 사형에 처해졌다. 이 법률은 처벌의 대상을 구체적으로 명시하지 않고 해석에 맡김으로써 동성 간 성행위 및 수간 등에 대한 처벌의 실제 집행은 시대와 사회에 따라 그 정도를 달리하였을 것으로 추정된다. 이 법은 1861년까지 유지되었다.

### 폐지
1791년 프랑스 혁명 형법은 최초로 소도미법을 형사처벌 대상에서 제외했다. 이는 소도미, 이단, 마법, 신성 모독 등 "피해자 없는 범죄"들에 대해 '피해자가 없으면 범죄도 없다'는 개념에 따라 비범죄화한 결과였다. 1810년의 나폴레옹 형법에도 같은 원칙이 적용되었다.
1861년, 잉글랜드 웨일스에서는 동성애에 대한 처벌을 사형 대신 징역으로 바뀌었다. 1917년에 블라디미르 레닌과 레프 트로츠키가 주도한 러시아 혁명 이후 소련(러시아 등)에서는 동성애를 비범죄화하였다.
1957년, 영국에서는 "성인 사이에 합의한 동성 간 성행위는 더 이상 범죄 행위로 취급받아서는 안 된다"고 주장한 울펜덴 보고서(영어: Wolfenden report)가 출간되었다. 20세기 중반부터 미국을 포함한 대부분 서구 국가들에서 동성애 금지법은 사문화되었고, 1970년대에 들어서는 거의 폐지되었다.
2003년 6월에 미국 연방 대법원은 로렌스 대 텍사스 사건에서 "성인 사이에 합의한 비상업적이고 사적인 동성 간 성행위를 주법으로 금지하는 것은 자유와 사생활을 침해할만한 타당한 이유가 없으므로 헌법에 위배된다."고 판시하였다.

## 국가별 입장

### 아시아
동성 간 성행위에 사형을 처할 수 있는 사우디아라비아, 이란, 예멘을 비롯하여 현재 20여개국에 소도미 법이 존재하며, 이들 대다수는 서남아시아의 이슬람 문화권에 속하는 국가들이다. 대한민국 군형법에는 동성 군인들 사이의 성행위를 처벌하는 규정이 있다.

### 유럽
북키프로스를 제외한 모든 국가에서 동성 간 성행위를 처벌하지 않는다. 다만, 북키프로스에서도 실효적으로 집행되지 않고 있으며, 폐지가 논의 중이다.

### 아프리카
아프리카 대륙 북부의 대다수 국가들은 동성 간 성행위를 처벌하는 법을 두고 있다. 모리타니, 수단, 나이지리아의 북부 지역 및 소말리아의 일부 주(州)에서는 사형을 집행하며, 그 밖에 30여개국에서는 징역이나 벌금형에 처한다. 몇몇 나라는 남성 간 성행위와 여성 간 성행위에 대한 처벌의 정도를 달리하는데, 여성 간 성행위는 상대적으로 약하게 처벌하거나 처벌하지 않는 경우가 많다.

### 아메리카
자메이카, 도미니카 연방, 바베이도스 등 카리브해 지역의 10여개국에 소도미 법이 있다. 카리브해 지역 외에는 벨리즈와 가이아나에만 동성 간 성행위를 처벌하는 법 조항이 있다.

### 오세아니아
파푸아뉴기니, 사모아, 솔로몬 제도 등 8개국에 동성 간 성행위를 불법으로 명시하는 조항이 있으며, 이 중 대부분은 남성 사이의 성행위만을 규제의 대상으로 삼는다.

## 같이 보기
- 동성애 혐오